# Adam Jones (beisbolista)
Adam LaMarque Jones (1 de agosto de 1985) es un exjardinero estadounidense de béisbol profesional que jugó para los Orix Buffaloes de la Liga Japonesa de Béisbol Profesional (NPB). También jugó con los Seattle Mariners, Baltimore Orioles y Arizona Diamondbacks en las Grandes Ligas.
Fue seleccionado en la primera ronda del draft de 2003 por los Marineros, con quienes debutó en 2006. Ha participado en cinco Juegos de Estrellas y ha ganado cuatro Guantes de Oro y un Bate de Plata.

## Carrera profesional

### Seattle Mariners
Jones fue seleccionado en la primera ronda (37mo global) del draft de 2003 por los Marineros de Seattle como un campocorto y lanzador. Sin embargo, en su estancia en ligas menores se adaptó a jugar en los jardines luego de que la organización adquiriera a Yuniesky Betancourt. Fue llamado a Grandes Ligas el 14 de julio de 2006, debutando ese mismo día ante los Azulejos de Toronto en el Rogers Centre. Luego de 12 turnos al bate en blanco, logró conectar su primer hit ante Sidney Ponson de los Yanquis de Nueva York el 18 de julio, y su primer jonrón el 10 de agosto ante Adam Eaton de los Rangers de Texas.

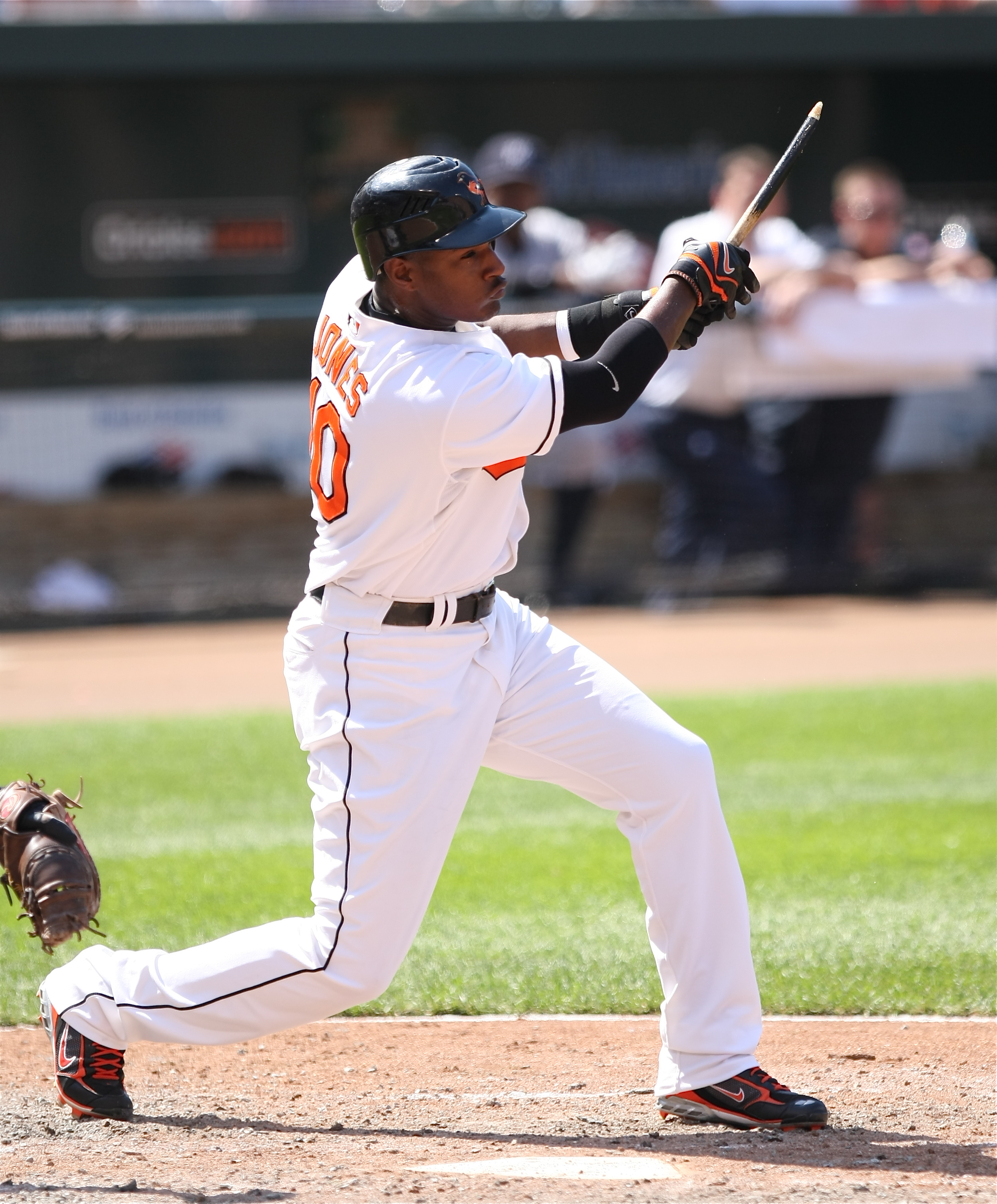
Jones bateando con los Orioles de Baltimore.

### Baltimore Orioles
El 8 de febrero de 2008, Jones fue transferido a los Orioles de Baltimore junto a George Sherrill, Chris Tillman, Kam Mickolio y Tony Butler a cambio del lanzador Erik Bedard. Jones finalizó su primera temporada con los Orioles con promedio de .270, nueve jonrones, 57 carreras impulsadas y 10 bases robadas.
En 2009, luego de un buen inicio de temporada fue seleccionado para participar en el Juego de Estrellas. En agosto sufrió un esguince en el tobillo izquierdo y se perdió el final de la temporada. Culminó con .277 de promedio, 19 jonrones, 70 impulsadas y 10 bases robadas. En noviembre fue premiado con un Guante de Oro por su desempeño defensivo.
En 2010, Jones finalizó la temporada con .284 de promedio, 19 jonrones, 69 impulsadas y siete bases robadas. Defensivamente, lideró a los jardieros centrales con 12 asistencias desde los jardines.
En 2011, lideró las mayores con 12 elevados de sacrificio, pero cometió la mayor cantidad de errores entre todos los jardineros de la Liga Americana, con ocho.
En 2012, bateó para promedio de .310 con 14 jonrones y 31 impulsadas a lo largo de los primeros 46 juegos de los Orioles, por lo que el equipo le ofreció un contrato por seis años y $85.5 millones, superando los anteriores contratos de Miguel Tejada y Nick Markakis como el de mayor valor en la historia de los Orioles, y convirtiéndose en el segundo jardinero central mejor pagado después de Matt Kemp. El 1 de julio fue seleccionado para participar en el Juego de Estrellas junto a Jim Johnson y Matt Wieters, y el 28 de agosto conectó el jonrón 100 de su carrera, finalizando la temporada con un total de 32 cuadrangulares.
En 2013, participó con el equipo de Estados Unidos en el Clásico Mundial de Béisbol 2013, y en la temporada regular fue seleccionado a su tercer Juego de Estrellas, el primero como titular. Finalizó la temporada con promedio de .285, 33 jonrones y 108 impulsadas, por lo que fue premiado con un Bate de Plata, además de ganar su tercer Guante de Oro.
En 2014, Jones conectó su hit 1,000 el 13 de abril, ante Mark Buehrle de los Azulejos de Toronto. Fue convocado a su tercer Juego de Estrellas de manera consecutiva, y formó parte de un equipo de Grandes Ligas que jugó en Japón ante su homólogo de la Liga Japonesa de Béisbol Profesional.
En 2015, jugó en su cuarto Juego de Estrellas consecutivo, su quinto en total, donde sustituyó a Alex Gordon como uno de los jardineros titulares de la Liga Americana. Participó en 137 juegos en total durante la temporada, la cantidad más baja desde 2009, y registró promedio de .269 con 27 jonrones y 82 impulsadas.
En 2016, registraba un bajo promedio de .200 para el 8 de mayo, pero la semana siguiente despertó con 13 hits, cuatro jonrones, nueve impulsadas y .520 de promedio. El 13 de mayo conectó el jonrón 200 de su carrera en un encuentro ante los Tigres de Detroit. Finalizó la temporada con una línea ofensiva de .265/.310/.436, 29 jonrones y 83 impulsadas.
En 2017, Jones nuevamente formó parte del equipo de Estados Unidos en el Clásico Mundial de Béisbol 2017, en el cual salió victorioso. El 22 de mayo de 2017, conectó un jonrón de tres carreras que representó una nueva marca para el estadio Camden Yards, superando los 124 jonrones conectados por Rafael Palmeiro. El 28 de agosto de 2017 registró el jonrón 250 de su carrera. Finalizó la temporada con promedio de .285 con 26 jonrones, 73 impulsadas y 82 anotadas.
En 2018, Jones conectó el jonrón ganador en el juego del Día Inaugural ante los Mellizos de Minnesota. El 10 de agosto, inició por primera vez un juego en el jardín derecho con los Orioles, dejándole el jardín central al novato Cedric Mullins. Al final de la temporada, registró un promedio de .281, 15 jonrones, 35 dobles y 63 impulsadas, marcando la primera vez que no conecta por lo menos 20 jonrones desde 2010.

### Arizona Diamondbacks
El 11 de marzo de 2019, Jones firmó un contrato por un año y $3 millones con los Diamondbacks de Arizona. Esa temporada, bateó para promedio de .260 con 16 jonrones y 67 impulsadas en 485 turnos al bate. A la defensiva, registró el porcentaje de fildeo más bajo entre los jardineros derechos (.972).

### Orix Buffaloes
El 10 de diciembre de 2019, Jones firmó un contrato por dos años y $8 millones con los Orix Buffaloes de la Liga Japonesa de Béisbol Profesional (NPB).

## Retiro
El 15 de septiembre de 2023, Jones firmó un contrato de un día con los Orioles de Baltimore para retirarse oficialmente como miembro del equipo.